# Друга влада Николе Пашића
Друга влада Николе Пашића је била влада Краљевине Србије од 21. марта до 9. августа 1892. (по старом календару).

## Чланови владе
| Функција                                                  | Слика | Име и презиме         | Детаљи    |
| --------------------------------------------------------- | ----- | --------------------- | --------- |
| Председник министарског савета и министар иностраних дела |       | Никола Пашић          |           |
| Министар унутрашњих дела                                  |       | Светозар Милосављевић |           |
| Министар правде                                           |       | Михаило Кр. Ђорђевић  |           |
| Министар финансија                                        |       | Никола Пашић          | заступник |
| Министар просвете и црквених дела                         |       | Андра Николић         |           |
| Министар војни                                            |       | Димитрије Ђурић       |           |
| Министар грађевина                                        |       | Пера Велимировић      |           |
| Министар народне привреде                                 |       | Илија Душманић        |           |